# Eberstadt
Eberstadt er en by i Landkreis Heilbronn i Baden-Württemberg, Tyskland. Den er kendt for sin vinproduktion samt et årligt internationalt stævne i højdespring.